# ジェイムズ・ディロン
ジェイムズ・ディロン（James Dillon、1950年 - ）はイギリス・スコットランド出身の現代音楽の作曲家。

## 略歴
独学で作曲を修めたのち、ブライアン・ファーニホウ、マイケル・フィニスィーなどの新しい複雑性に関る作曲家たちと交流を深めた。1982年にダルムシュタット夏季現代音楽講習会に参加しクラーニヒシュタイン音楽賞を受賞する。インド古典音楽からロックに至るまでの幅広いジャンルからの影響をブレンドする作風が注目を浴びるが、似非クロスオーバー音楽にならずに独自の書法へと結実する点が特徴である。コンピュータを用いた作曲も得意としているが、どの局面においてもスコットランド出身であることを強固に主張する。独学上がりと称された彼も、現在は多くの審査を引き受け、アメリカで客員作曲家を務めるなどして、活発に活動している。彼も、多くの作曲家と同じようにヨーロッパで散発的に教職に就き委嘱に応えてきた。ヨーロッパからの委嘱は依然として続いている。

## 作風

### (-1983)
クラーニヒシュタイン音楽賞受賞作となったチェロソロの為の「パルジャンニャ・ヴァータ」、フィニスィーが初演したピアノソロのための「スプリーン」等の作品は書法こそいびつだが、極端な密度の増減から生まれる衝撃力への偏愛が聞かれる。管楽アンサンブルとコントラバスの為の「むかしむかし」の奏法指示には「自動ピアノのように」と指定された極めて困難な書式が見られる。ロックやポップスからの影響を指摘されることが多いが、ジャズは「いいえ、別に」と近藤譲との対談で残されている。フルートソロの為の「スゴタン」辺りから、ようやく楽譜の書き方に統一性が見られるようになった。「スゴタン」は、セシル・ダロー(Cécile Daroux)、マリオ・カーロリ(Mario Caroli)、ピエール・イヴ・アルトー(Pierre-Yves Artaud)、キャサリン・ギャラガ(Kathleen Gallagher)、リチャード・クレッグ(Richard Craig)、ナンシー・ルッファー(Nancy Ruffer)といった名手たちによって録音が残されており、演奏が困難な割には人気が高い。この時期は主にソロ曲に傑作が多いが、アンサンブル作品は事実上演奏の不可能なシーンが頻出するため、評価はよく割れた。

### (1984-1995)
様々な楽器編成のための連作「九つの河」で、国際的な名声を決定的にした。依然として「確かに個性的かもしれないが音が汚すぎる」、「演奏家への要求がきつい」、「発想が大胆すぎ」、「人間には無理」などの批判に晒されるが、それを凌駕するほどの特殊な楽器法の冴えが聞き物である。ハリー・ハルプライヒはこの時期のディロンの作風を「ロマン的構造主義」と評した。「音の汚さ」は前述の連作内の作品「香る遮蔽幕」にて六つのヴァイオリンの微分音を含むトータルユニゾンなどに見られる。ディロンと同じく癖のある反復を愛用する近藤譲はこの時期の彼を「最もイギリスで強い作曲家の一人」と激賞した。ディロンは内田奨学金フェローシップを貰って日本に滞在し、日本初演もいくつかみられる。この頃は現代音楽の要望に適った「室内オーケストラ」の分野で、力作を次々と発表した。
ディロンはフルオーケストラ作品の作曲に際して、全ての楽器が名人芸を披露できることが前提で作曲を進めており、オーケストラの響きが粗雑なままで横たわる点が指摘されてきた。「室内オケでは上手くても、フルオケでは崩れる」問題を解決するために、彼は音場構成にIRCAM経由で導き出したソフトウェア演算を用い始める。オーケストラ作品の委嘱が増え始めたころの「単純化」は1990年代以降で顕著である。

### (1996-2008)
新しい複雑性が市民権を持つと同時に、ディロンの音楽はそれほど複雑とみなされなくなった。ヴァイオリンとオーケストラのための協奏曲 (2000)では、冒頭から民俗音楽のコピーのような単純な形から始まる。この頃からディロンの音の汚さは徐々に後退し、洗練された筆致を伴ったクラシカルな音色へ近づいていった。大規模なピアノ作品になった「要素の書」では各セクション内の密度は複雑どころか簡明な部分が多く、「ヴィア・サクラ」では古典的なファンファーレまで使われる。2000年代に入ると、過去の音楽文化からの影響が顕著となり、複雑性は装飾に留まることが多くなった。かつての癖、書きの汚さや様式上の不一致、などはほとんど感じられることがない。
この頃になると、新しい複雑性経由で手に入れた複雑な非合理時価をほぼ一掃してしまい、スペクトル楽派や印象派からの管弦楽法を活用することが増えてゆく。最近の彼は望月京やヘルムート・エーリンクなどの若手にも顕著な単純反復をセクション内で援用しながら、残りの楽器がソフトウェア演算で推移する見事な作曲法を展開しており、ピアノとオーケストラのための「アンドロメダ」はその典型である。一方で、初期や中期では室内楽を得意としたはずの分野は手薄になっている。「アンドロメダ」はセクション内では - 恐らくはインドからの影響を感じさせる - 旋法的な音色を提示するが、非常に聞きにくく癖の強い音色に仕上がる。この点はヤニス・クセナキスの晩年の作品とも共通している。
イギリスでは「九つの河」の全曲がBBC Promsで演奏され、絶賛を博した。アメリカのミネソタ大学音楽学部の作曲科の教授を務めていたが、数年で帰国した。

### (2009-)
反復語法が必ずしも非合理時価には支えられなくなり、作風はますますクラシカルな音楽性に傾斜している。Charmがその典型例とみなせる。70分を超える大作Stabat Mater Dolorosa (2014)では、Oceanos (1985–96)とムードは似ていてもかつての「複雑派」の時代からは隔たりのある簡明で静謐な作風である。

## 作品

### 舞台作品
- Philomela (music/théâtre in 5 acts, text by the composer, after Sophocles, Thales of Miletus, Eva Hesse, R. Buckminster Fuller), soprano, mezzo-soprano, bass-baritone, small orchestra, fixed media, live electronics, film, 2002–04

### オーケストラ
- Windows and Canopies, small orchestra (20 players), 1985
- Überschreiten, small orchestra (16 players), 1986
- helle Nacht, large orchestra (90 players), 1986–87
- Introitus – Nine Rivers 8, strings, fixed media, live electronics, 1989–90
- ignis noster, large orchestra (100 players), 1991–92
- Blitzschlag, flute, large orchestra (66 players), 1988–96
- Via Sacra, large orchestra (80 players), 1999
- Concerto, violin, large orchestra (79 players), 2000
- La Navette, large orchestra, 2000–01
- Physis I & II, large orchestra, 2004–05
- Andromeda, piano, large orchestra (80 players), 2005–06
- torii, small orchestra (17 players), 2009–10
- White Numbers, large orchestra (77 players), 2011
- THE GATES, string quartet, large orchestra, 2016

### 室内楽
- Crossing Over, clarinet, 1978
- Ti.re-Ti.ke-Dha, drum kit, 1979
- ...Once upon a Time, wind-septet and double bass, 1980
- Parjanya-Vata, cello, 1981
- East 11th St. NY 10003 – Nine Rivers 1, 6 percussion, 1982
- String Quartet No. 1, 1983
- Zone (...de azul), clarinet, French horn, trumpet, trombone, violin, viola, cello, piano, 1983
- Le Rivage, small ensemble, 1984
- Sgothan, flute, 1984
- Diffraction, piccolo, 1984
- Shrouded Mirrors, guitar, 1988
- Del Cuarto Elemento, violin, 1988
- L'ÉCRAN parfum – Nine Rivers 2, 6 violins, 3 percussion, 1988
- La Femme invisible – Nine Rivers 4, ensemble, 1989
- L'Œuvre au Noir – Nine Rivers 6, ensemble, 2 percussion, live electronics, 1990
- éileadh sguaibe – Nine Rivers 7, ensemble and live electronics, 1990
- String Trio, violin, viola, cello, 1990–91
- nuée, bass clarinet, 2 percussion ad libitum, 1991 (section of L'Évolution du vol; may be performed separately)
- String Quartet No. 2, 1991
- Siorram, viola, 1992
- Lumen naturæ, violin, viola, cello, 1992
- Vernal Showers, violin, ensemble, 1992
- l'ascension, 2 percussion, 1993 (section of L'Évolution du vol; may be performed separately)
- le vent, l'arbre et le temps, double bass, 1993 (section of L'Évolution du vol; may be performed separately)
- Redemption, clarinet, violin, piano, 1995
- Traumwerk, Book 1, 2 violins, 1995–96
- Todesengel, clarinet, vibraphone, 1996
- String Quartet No. 3, 1998
- Eos, cello, 1999
- La Coupure – Nine Rivers 5, percussion, live electronics, film, 1989–2000
- Two Studies, accordion, 2001
- Traumwerk, Book 2, violin, harpsichord, 2001
- Traumwerk, Book 3, violin, piano, 2001–02
- The Soadie Waste, piano, string quartet, 2002–03
- The Magic Stick, piano, percussion, 2005
- String Quartet No. 4, 2005
- The Hesperides, cello, piano, 2007
- Theatrum: figuræ, ensemble, 2007
- String Quartet No. 5, 2003–08
- The Leuven Triptych, ensemble and live electronics, 2008–09
- String Quartet No. 6, 2010
- Oslo/Triptych, extended ensemble, 2011
- New York Triptych, ensemble, shortwave radio, fixed media, 2011–12
- String Quartet No. 7, 2013

### 合唱
- Viriditas – Nine Rivers 3, 16 mixed voices, 1993–94
- Oceanos – Nine Rivers 9, 16 mixed voices, orchestra, live electronics, 1985–96
- Hyades, 12 mixed voices, 1998
- residue..., 24 mixed voices, 1998–99
- Vapor (text by Titus Lucretius Carus), 4 mixed voices, string quartet, 1999
- Stabat Mater Dolorosa, 12 mixed voices, 12 players, live electronics, 2014

### 声楽
- Who do you love, female voice, flute (+ piccolo, bass flute), clarinet, violin (+ viola), cello, percussion, 1980–81
- Evening Rain, any voice, 1981
- Come live with me (text from the Song of Solomon), female voice, flute (+ piccolo, alto flute), oboe (+ oboe d'amore, English horn), piano, percussion, 1981–82
- A Roaring Flame (texts by Alexander Carmichael, Clara d'Anduza), female voice, double bass, 1981–82
- Time Lag Zero (text from the Song of Solomon), female voice, viola, 1982
- L'Évolution du vol, female voice (+ hurdy-gurdy), E-flat clarinet (+ bass clarinet, contrabass clarinet), double bass, piano (+ harmonium), 2 percussion, 1991–93
- Upon the cloudy night, countertenor, piano, 2009

### ピアノ
- Dillug-Kefitsah, 1976
- Spleen, 1980
- black/nebulae, 2 pianos, 1995
- The Book of Elements 1, 1997
- The Book of Elements 3, 2000
- The Book of Elements 2, 2001
- The Book of Elements 4, 2002
- The Book of Elements 5, 2002
- Charm, 2009
- Dragonfly, 2009
- Fujin, 2011

### ハープシコード
- Birl, 1986

### TV
- Temp'est, female voice, piccolo, flute, oboe, bass clarinet, soprano saxophone, bass trombone, electric guitar, 2 violins, viola, cello, double bass, piano, 2 percussion, 1994 (Simon Reynell)

## ディスコグラフィー
- East 11th St NY 10003 - NMC Recordings NMC D004
- The Soadie Waste - NMC Recordings NMC D131
- The Book Of Elements, Volumes I - V - NMC Recordings NMC D091
- Ignis Noster / Helle Nacht James Dillon 1 - Montaigne MO 782038
- Chamber Music James Dillon 2 - Montaigne MO 782037
- Traumwerk / String Quartet No. 2 / Parjanya-vata / Vernal Showers - Montaigne MO 782046
- Philomela - Aeon AECD 0986